# Sierra Cavallera
La Sierra Cavallera (en catalán Serra Cavallera) es un Lugar de Importancia Comunitaria está situada en la provincia de Gerona, Comunidad Autónoma de Cataluña, España, entre los ríos Ter y Freser, repartida administrativamente entre los municipios de Camprodón, Ogassa y Pardinas, pertenecientes a la comarca del Ripollés.
Fue protegida en 1992 por el Plan de Espacios de Interés Natural (PEIN) de la Generalidad de Cataluña mediante el Decreto 328/1992 y en el año 2000 se integró en la red Natura 2000. Desde 2015 forma parte del parque natural de las Cabeceras del Ter y del Freser.

## Cimas más altas

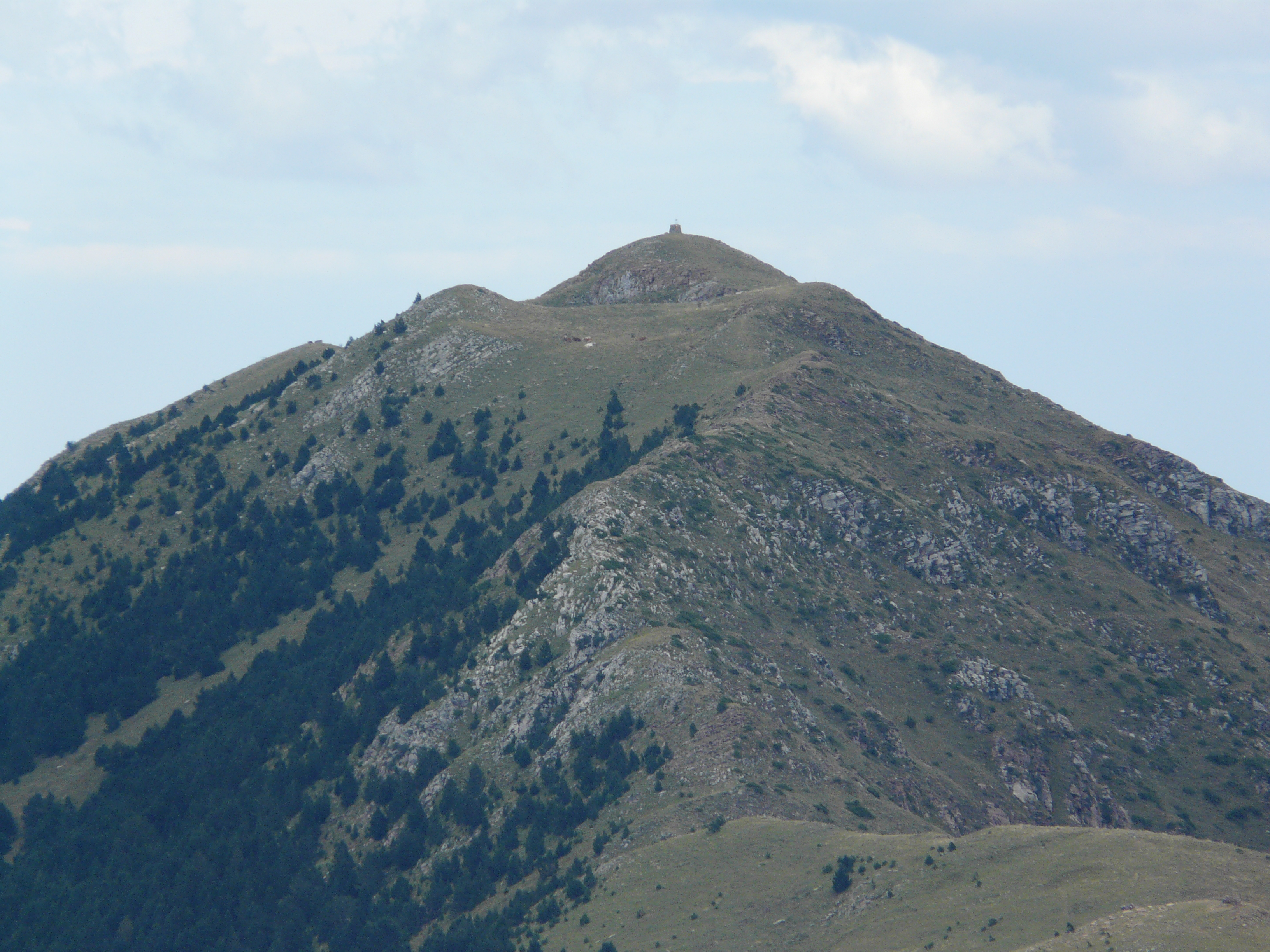
Monte Estela, el punto más alto de la Sierra Cavallera.

El punto más alto es el monte Estela con una elevación de 2013 metros. Después del monte Estela y en dirección nordeste se encuentran el coll de Pal (1779 m s. n. m.), la Pedra dels Tres Bisbats (1899 m s. n. m.) y el monte del Pla de les Pasteres (1894 m s. n. m.) hasta terminar en Camprodón. En la cima del monte del Pla de les Pasteres hay un vértice geodésico (referencia 292 082 001 del Instituto Cartográfico de Cataluña).

## Municipios
Los municipios incluidos en el este espacio son:
- Llanars  con 30,67 ha
- Vilallonga de Ter con 336,85 ha
- Ribas de Freser con 1399,38 ha
- Ogassa con 1700,96 ha
- Queralbs con 2,88 ha
- Camprodón con 75,26 ha
- Campellas con 34,01 ha
- Campdevánol con 0,06 ha
- Pardinas con 2801,76 ha